# サーラ・モンフェッラート
サーラ・モンフェッラート（伊: Sala Monferrato）は、イタリア共和国ピエモンテ州アレッサンドリア県にある、人口約300人の基礎自治体（コムーネ）。

## 地理

### 位置・広がり
| 隣接するコムーネは以下の通り。 - チェッラ・モンテ - チェレゼート - オッティーリオ - オッツァーノ・モンフェッラート - トレヴィッレ |

### 地震分類
イタリアの地震リスク階級 (it) では、4 に分類される
。